# Bussières (Puy-de-Dôme)
Bussières település Franciaországban, Puy-de-Dôme megyében. Lakosainak száma 107 fő (2022. január 1.). Bussières Espinasse, Roche-d’Agoux, Saint-Hilaire, Saint-Maigner és Saint-Maurice-près-Pionsat községekkel határos.

## Népesség
A település népességének változása:
| Lakosok száma | 104  | 97   | 93   | 92   | 91   | 91   | 96   | 102  | 107  |
|               | 2013 | 2015 | 2016 | 2017 | 2018 | 2019 | 2020 | 2021 | 2022 |